# Хоонаде
Хоонаде — Йокай, «привид руки» в японському фольклорі. Коли подорожній йде через долину в середині ночі, то несподівано з'являються бліді руки, які погладжують його по щоці. Це і є хоонаде, який, якщо не враховувати страх від несподіваних ласк, іншої шкоди людям не завдає.
Описано фольклористами за розповідями з селища Доси в префектурі Яманасі. Вважається, що привид живе також в горі Такао біля Токіо.
Крім того є свідчення з селища Ікеда в префектурі Нагано про «холодні долоні, які торкаються до лиця» нічного перехожого. Подібні історії про примарні руки, що погладжують припізнілих подорожніх, зустрічаються і в інших районах Японії.